# 챌린지 (1982년 영화)
챌린지(The Challenge)는 미국에서 제작된 존 프랑켄하이머 감독의 1982년 액션 영화이다. 스콧 글렌 등이 주연으로 출연하였고 론 벡맨 등이 제작에 참여하였다.

## 출연

### 주연
- 스콧 글렌
- 미후네 도시로
- 도나 케이 벤즈

### 조연
- 나카무라 아츠오
- 칼빈 정
- 클라이드 쿠사추
- 사브 시모노
- 후카사쿠 켄타
- 이나바 요시오